# نيرمالا بادريسينغ
نيرمالا بادريسينغ (بالهولندية: Niermala Badrising) هي سياسية ودبلوماسية سورينامية ولدت في يوم 4 يوليو 1962 في مدينة باراماريبو في سورينام. أكملت دراستها في القانون في جامعة سورينام أنتون دو كوم، وثم على حصلت على شهادة الأستاذية في دراسة القانون الدولي في جامعة تافتس. أصبحت وزيرة خارجية سورينام من سنة 2015 والى سنة 2017 في حكومة ديزي بوترس. ومنذ سنة 2017 تشغل منصب سفيرة سورينام في الولايات المتحدة.